# Gatlang
Gatlang (Nepali गत्लाङ) ist ein Dorf und ein Village Development Committee (VDC) in Nepal im Norden des Distrikts Rasuwa.
Gatlang liegt südwestlich von Chilime in den südöstlichen Ausläufern des Ganesh Himal. Eine Stichstraße führt von Syafrubesi nach Gatlang und weiter über Manchet bis nach Somdang im Flusstal des Mailung Khola.

## Einwohner
Bei der Volkszählung 2011 hatte das VDC Gatlang 1805 Einwohner (davon 888 männlich) in 400 Haushalten.

## Dörfer und Weiler
Gatlang besteht aus mehreren Dörfern und Weilern. 
Die wichtigsten sind:
- Gatlang (2280 m ⊙)
- Manchet (2470 m ⊙)
- Somdang (3300 m ⊙)